# Eupithecia vinsullata
Eupithecia annulata là một loài bướm đêm trong họ Geometridae.